# 油母質
油母質（英語：Kerogen）又音譯做乾酪根或依外觀稱為油田瀝青，是存在於沉積岩（尤其是頁岩）之中由有機物經過複雜的化石化作用所形成的混合有機物物質。它不溶于普通的有机溶剂是因为其成分化合物的高分子量（最高可达1000）。可溶部分被称为沥青。当在地壳中的油母質被加热到合适高温的时候，一些类型的油母質释放出石油或者天然气，统称为烃（化石燃料）。
油母質的英文命名是由苏格兰有机化学家亚历山大·克拉姆·布朗在1906年推出。

## 成分
由于油母質是有机材料的混合物，而不是特定的一个化学品，它不能给出的化学式。事实上，它的化学成分可以有多种变化，独特样品采样成分各不相同。来自北美洲西部的绿河组油页岩矿床的油母質含有元素比例是：碳：215，氢：330，氧：12，氮：5，硫：1。
油母質是固態、臘狀的有機物質。它是動植物遺骸（通常是藻類或木質植物）在地下深部被細菌分解，除去醣類、脂肪酸及胺基酸後殘留下的不溶於有機溶劑的高分子聚合物，除了含有碳、氫、氧之外，也含有氮和硫的化合物。

## 类型
不稳定的油母質分解形成重烃（例如石油），耐火材料的油母質分解形成轻烃（例如汽油），和惰性油母質形成石墨。

## 材料的起源

### 地球
材料的类型是难以确定，但几个明显的模式已被注意到。
- 海洋或湖泊材料经常会达到类型3或4的油母質。
- 海洋或湖泊材料缺氧条件下往往沉积形成1类型或2油母質。
- 大多数高等陆生植物产生出类型3或4的油母質。
- 一些煤中含类型2油母質。

### 地球之外
- 碳质球粒陨石陨星含有油母質样成分[6]。这种材料被认为是在类地行星上形成的。
- 在恒星周围的星际云和尘埃中已检测到油母質材料[7]。